# Mária Baleszová
Mária Baleszová (* 31. října 1936) byla československá politička ze Slovenska maďarské národnosti a bezpartijní poslankyně Sněmovny národů Federálního shromáždění za normalizace.

## Biografie
K roku 1976 se profesně uvádí jako pracovnice prasečí farmy. Ve volbách roku 1976 zasedla do slovenské části Sněmovny národů (volební obvod č. 95 - Štúrovo, Západoslovenský kraj). Ve Federálním shromáždění setrvala do konce funkčního období, tedy do voleb roku 1981.